# Шултер (Оклахома)
Шултер (англ. Schulter) — місто (англ. town) в США, в окрузі Окмалгі штату Оклахома. Населення — 422 особи (2020).

## Географія
Шултер розташований за координатами 35°30′39″ пн. ш. 95°57′24″ зх. д. / 35.51083° пн. ш. 95.95667° зх. д. (35.510915, -95.956590).  За даними Бюро перепису населення США в 2010 році місто мало площу 2,28 км², уся площа — суходіл.

## Демографія
Згідно з переписом 2010 року, у місті мешкало 509 осіб у 205 домогосподарствах у складі 146 родин. Густота населення становила 224 особи/км².  Було 237 помешкань (104/км²).
Расовий склад населення:
| - 73,7 % — білих - 13,4 % — корінних американців - 1,0 % — чорних або афроамериканців - 0,2 % — вихідців з тихоокеанських островів |

До двох чи більше рас належало 11,8 %. Частка іспаномовних становила 2,8 % від усіх жителів.
За віковим діапазоном населення розподілялося таким чином: 23,4 % — особи молодші 18 років, 63,0 % — особи у віці 18—64 років, 13,6 % — особи у віці 65 років та старші. Медіана віку мешканця становила 42,8 року. На 100 осіб жіночої статі у місті припадало 89,9 чоловіків;  на 100 жінок у віці від 18 років та старших — 96,0 чоловіків також старших 18 років.
Середній дохід на одне домашнє господарство  становив 37 760 доларів США (медіана — 29 063), а середній дохід на одну сім'ю — 43 346 доларів (медіана — 33 500). Медіана доходів становила 43 750 доларів для чоловіків та 25 833 долари для жінок. За межею бідності перебувало 36,5 % осіб, у тому числі 72,2 % дітей у віці до 18 років та 8,0 % осіб у віці 65 років та старших.
Цивільне працевлаштоване населення становило 142 особи. Основні галузі зайнятості: освіта, охорона здоров'я та соціальна допомога — 23,9 %, виробництво — 19,0 %, будівництво — 12,0 %, мистецтво, розваги та відпочинок — 10,6 %.